# MV Lyubov Orlova
MV Lyubov Orlova (ros. Любовь Орлова, Lubow Orłowa; typ A2 Canadian B) – polarny statek, motorowiec towarowo-pasażerski o podwójnym dnie, klasy lodowej KM L1A2, zbudowany na zamówienie radzieckie w 1976 roku w Sremskiej Mitrovicy. Jest jednym z sześciu siostrzanych jednostek, zbudowanych w tym samym okresie; wszystkie zostały nazwane na cześć sławnych radzieckich aktorek. M/V Lyubov Orlovej patronuje gwiazda grająca role główne w m.in. Cyrku i Wołdze-Wołdze – Lubow Pietrowna Orłowa. W 2013 roku został sprzedany w celu zezłomowania.
Statek był wyposażony w kabiny pasażerskie o różnych standardach, kabiny oficerskie, stołówkę, bibliotekę, barek, siłownię, salę konferencyjną, trzy pokłady widokowe, miniboisko, lądowisko dla helikoptera oraz rozkładany żuraw rozładunkowy (umieszczony na dziobie). W pokładowym "Barku Orłowa" urządzono pamiątkową wystawę zdjęć patronki jednostki wraz z jej krótką biografią.

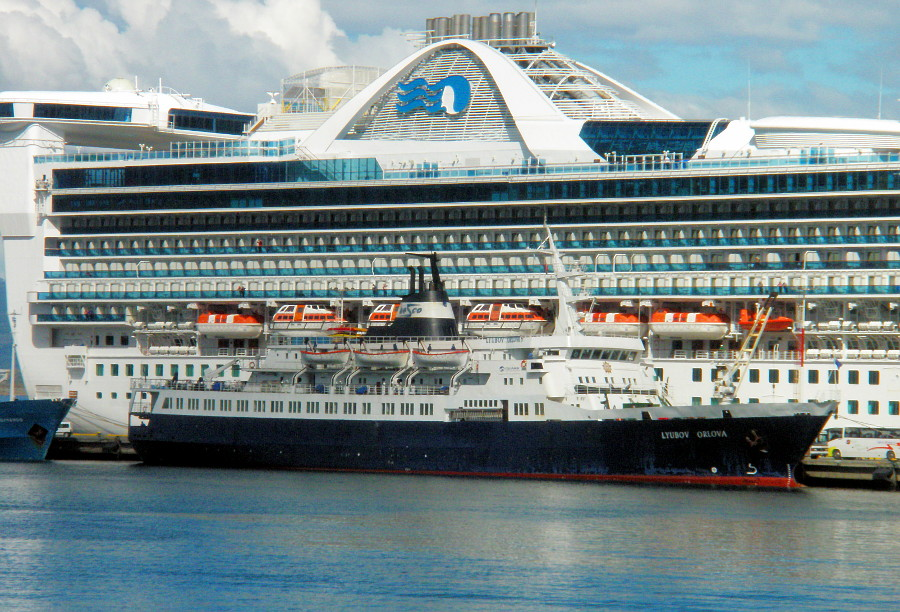
MV Lyubov Orlova w Puerto Commercial, Ushuaia (Ziemia Ognista), Argentyna; pod oknami mostka można zauważyć replikę orderu

## Odznaczenie
Statek w czasie służby pod radziecką banderą służył jako jednostka pasażerska i towarowa na Morzu Północnym. W 1981 roku za udzielenie pomocy w akcji ratunkowej na tymże morzu oraz dowiezienie ekspedycji Orlova, została odznaczona jednym z najwyższych odznaczeń honorowych w Związku Radzieckim – Orderem Przyjaźni Narodów – za umacnianie i szerzenie międzynarodowej przyjaźni. Z przodu statku, pod oknami mostka, umieszczona była gigantyczna replika orderu, zaś w przedniej części przedziału pasażerskiego, obok wejścia do pomieszczenia konferencyjnego, stała gablota z oryginałem odznaczenia oraz dyplomami.

## Zmiany w wyglądzie
Po wyjściu ze stoczni statek miał malowanie białe z kilkoma ozdobnymi pasami na dziobie (wraz z czerwoną gwiazdą) oraz nazwę wypisaną przy dziobie na burtach cyrylicą. Z czasem jednostkę przemalowano w barwy granatowe, zaś na burtach umieszczono napisy "Passenger", wygrawerowane na blasze poszycia czcionką Times New Roman i pomalowane na biało (jedna litera miała ok. 1,5-2 metrów wysokości). Później statek miał namalowane imię pisane alfabetem łacińskim w języku angielskim, zaś z burt znikł napis "Passenger" (jednak ślady po obrysach każdej z liter w postaci wygrawerowań na blachach pozostały – były wciąż widoczne przy przyjrzeniu się kadłubowi z bliska). Czerwona gwiazda również została zamalowana na niebiesko, jednak jugosłowiańska stocznia wykonała ją jako wypukłą, stąd wciąż była widoczna.

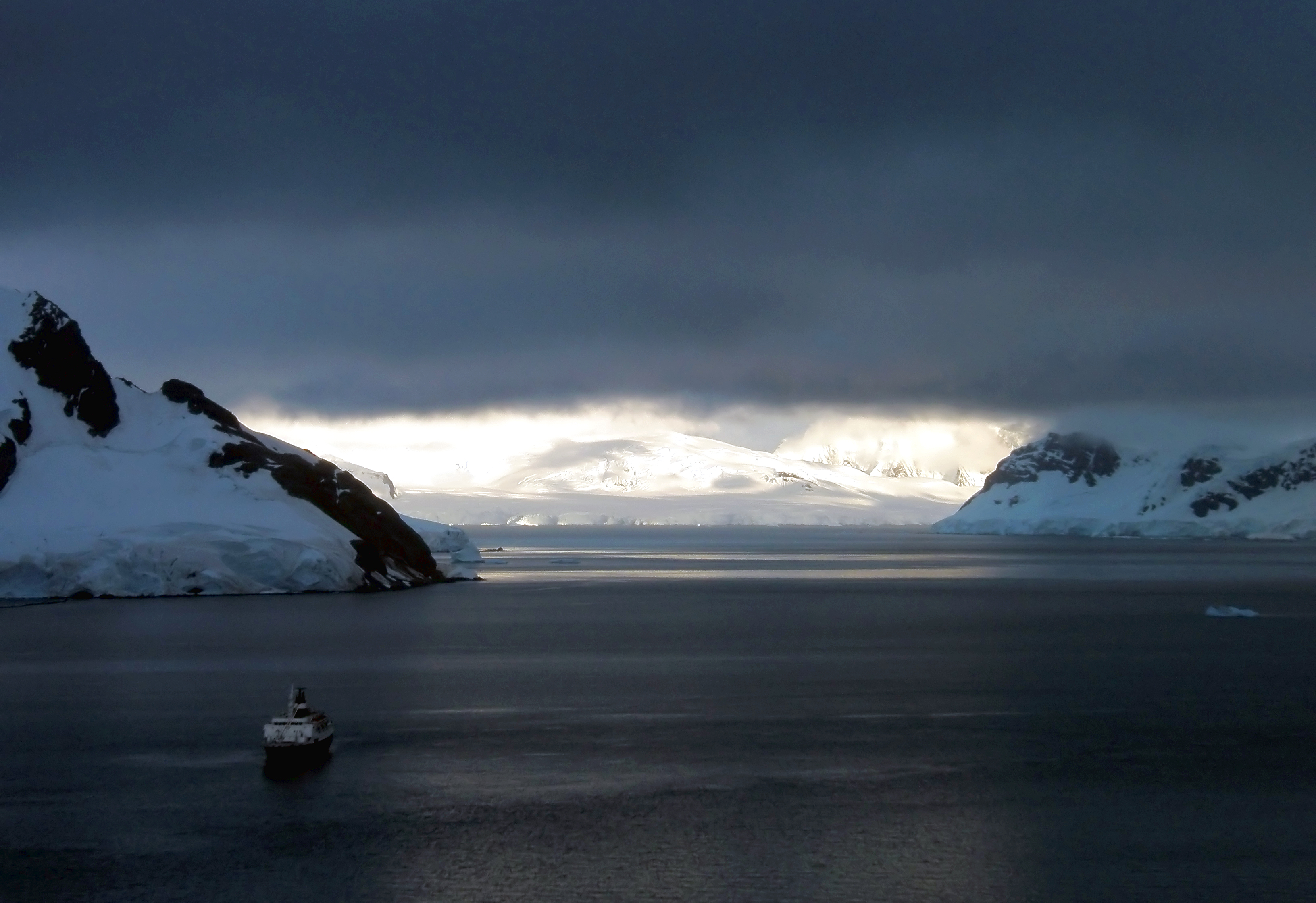
M/V Lyubov Orlova na tle wschodu słońca w Rajskiej Zatoce (Paradise Bay), Półwysep Antarktyczny

## Późniejsza służba
Po rozpadzie Związku Radzieckiego statek przejęło Losco (Lyubov Orlova Shipping Company), mieszczące się w Noworosyjsku, nad Morzem Czarnym. Zapotrzebowanie na przewozy pasażerskie i towarowe na północy zmalało, skutkiem czego jednostka pozostawała przez pewien czas bezczynna. Statek (wraz z załogą w liczbie 56 osób) był od końca lat 90. wyczarterowany przez Quark Expeditions (rejsy antarktyczne) oraz Cruise North Expeditions (rejsy arktyczne).
M/V Lyubov Orlova kursowała jako statek ekspedycyjny (pasażerski) na trasie Ushuaia – Kanał Beagle – Cieśnina Drake’a – Szetlandy Południowe (możliwe lądowanie na Polskiej Stacji Antarktycznej im. Henryka Arctowskiego) – Półwysep Antarktyczny i z powrotem (już z pominięciem Szetlandów). Na północy celem jego podróży jest Półwysep Labrador. W rejonie Półwyspu Antarktycznego statek odwiedza takie miejsca jak: Wyspa Półksiężyca, Wyspa Zwodnicza, Wyspa Danco, Zatoka Neko, Rajska Zatoka (Paradise Bay), Jougla Point, Wyspa Petermanna, Wyspy Melchiora, Kanał Neumayera oraz stacje badawcze: Base Camara (Wyspa Półksiężyca), Almirante Brown (Rajska Zatoka) oraz Port Lockroy.
Siostrzanym statkiem Orlovej, kursującym na podobnej trasie (jednak bardziej luksusowym – całkowicie wyremontowanym w 1998 roku), jest M/V Clipper Adventurer.
W sierpniu 2010 roku M/V Lyubow Orlowa została aresztowana przez kanadyjskie władze w porcie St. Jones (Nowa Fundlandia). Powodem jest nieotrzymanie przez Cruise North Expeditions od Losco kwoty 250 tysięcy dolarów za odwołany z powodu awarii statku arktyczny rejs. 51 członków załogi, aresztowanych wraz ze statkiem, od pięciu miesięcy nie otrzymało wypłaty. Quark Expeditions usunął informacje o M/V Lyubov Orlovej ze swojej strony internetowej.

## Zaginięcie
Jednostka miała zostać odholowana z Kanady na Dominikanę, gdzie planowano jej zezłomowanie. 23 stycznia 2013 Orlova zerwał się z holu z powodu wysokich fal i zaginął. Statek bez załogi, pozbawiony zasilania oraz oświetlania, dryfował stanowiąc zagrożenie dla innych statków oraz instalacji wydobywczych.
1 lutego jednostka została dostrzeżona przez Atlantic Hawk, statek zaopatrzeniowy platform wiertniczych płynący w odległości około 2400 km od zachodniego wybrzeża Irlandii (N 49.2270 W 44.5134), który próbował wziąć go na hol. Jednak 4 lutego musiał go odciąć na prośbę kanadyjskiego Ministerstwa Transportu, z tego powodu Orlova nadal dryfował po Atlantyku. W marcu 2013 roku odebrano sygnały automatycznego nadajnika EPIRB, uruchamianego po zanurzeniu w wodzie; odpowiednie urzędy norweskie, brytyjskie, irlandzkie i islandzkie uznały, że statek najprawdopodobniej zatonął na północnym Atlantyku i nie stanowi zagrożenia dla żeglugi w rejonie.

## Galeria

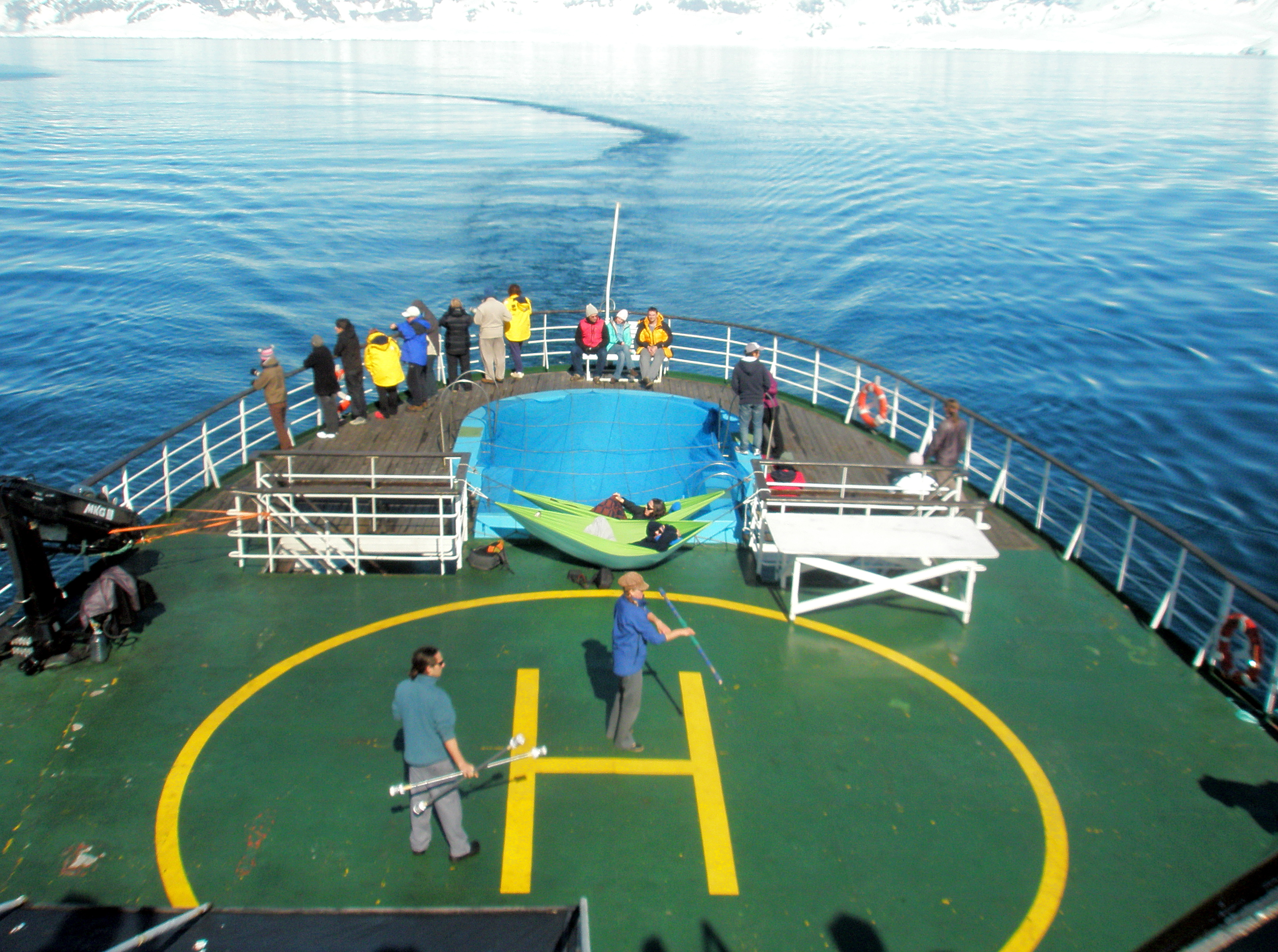
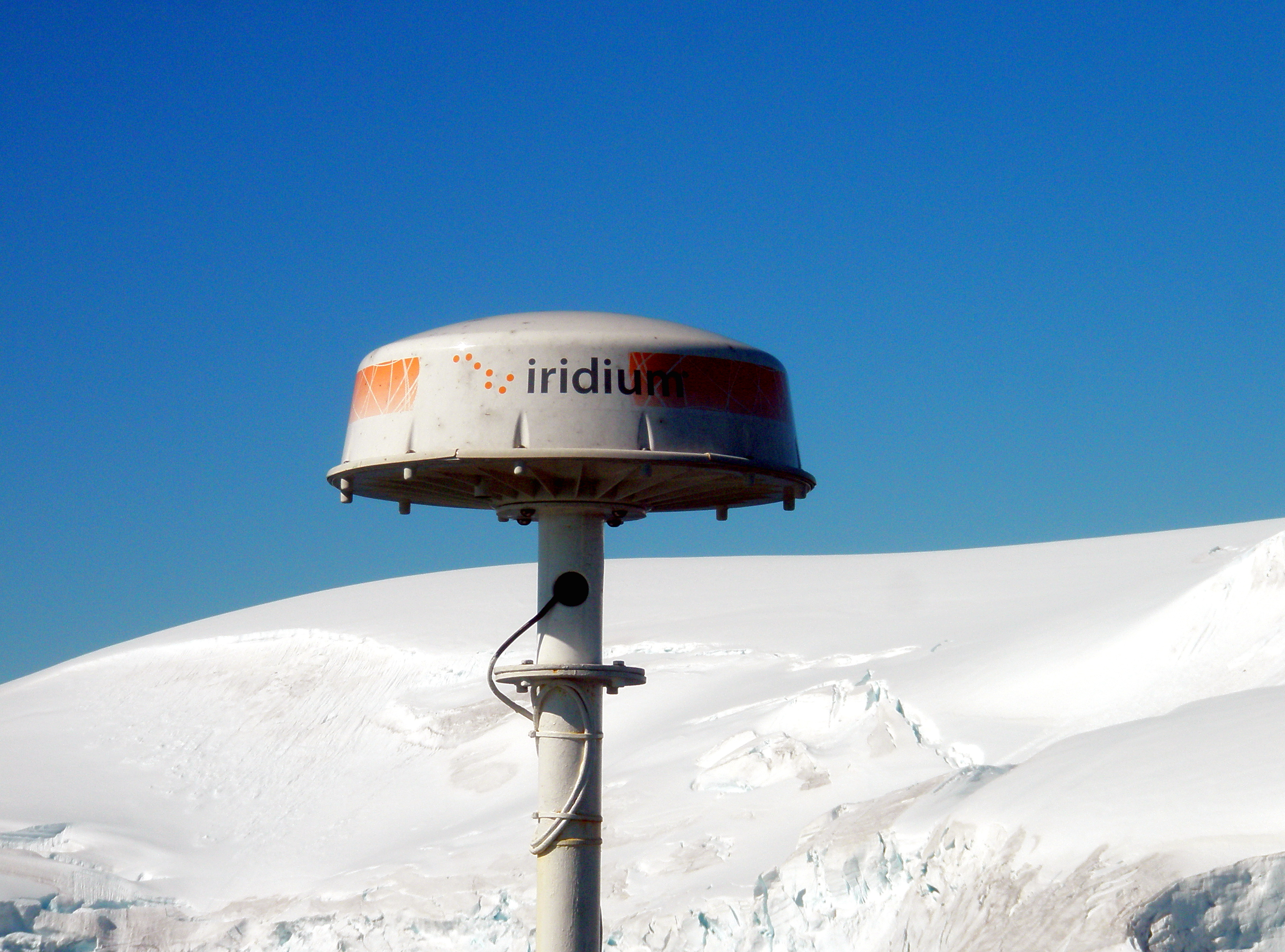
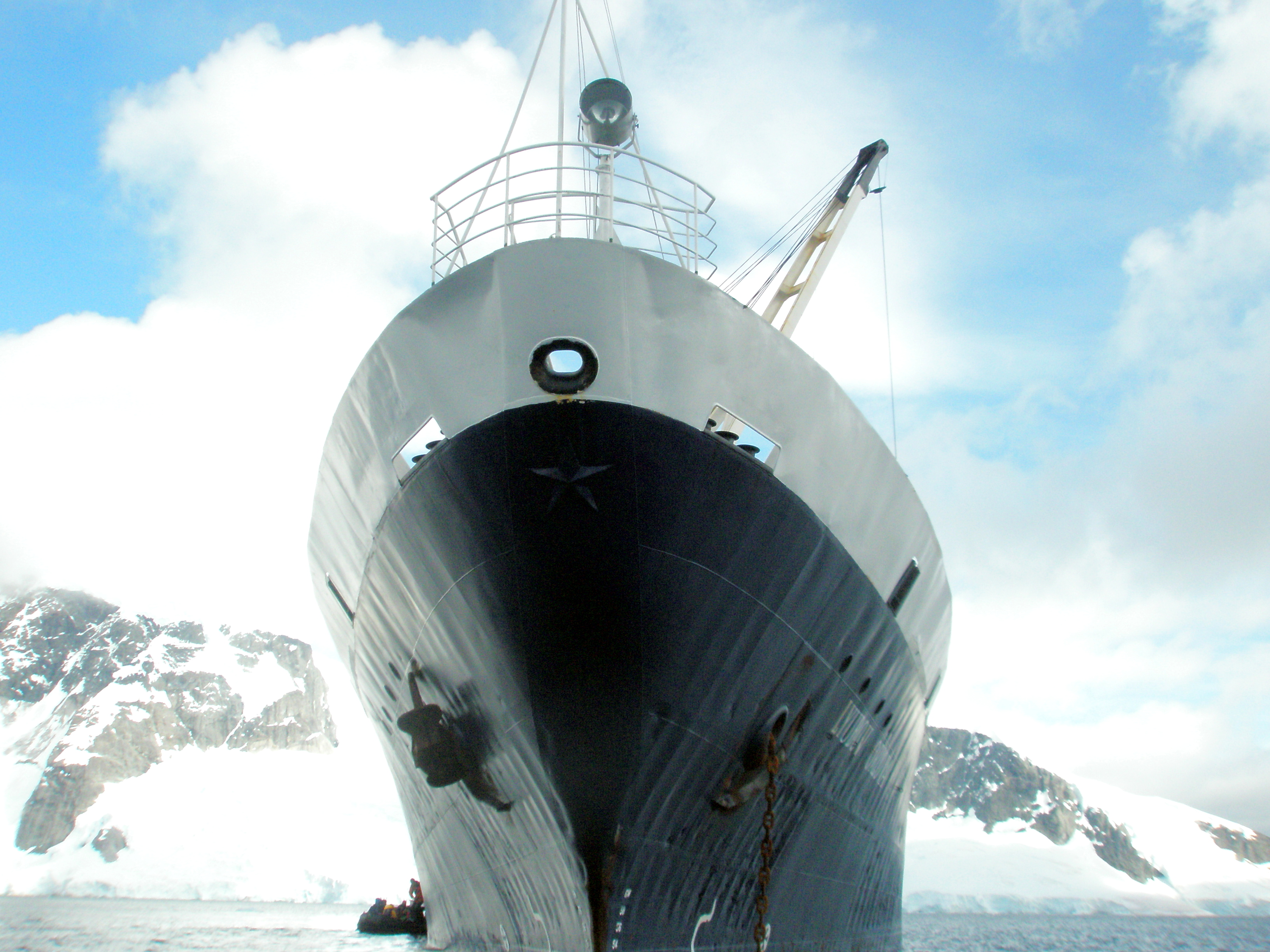
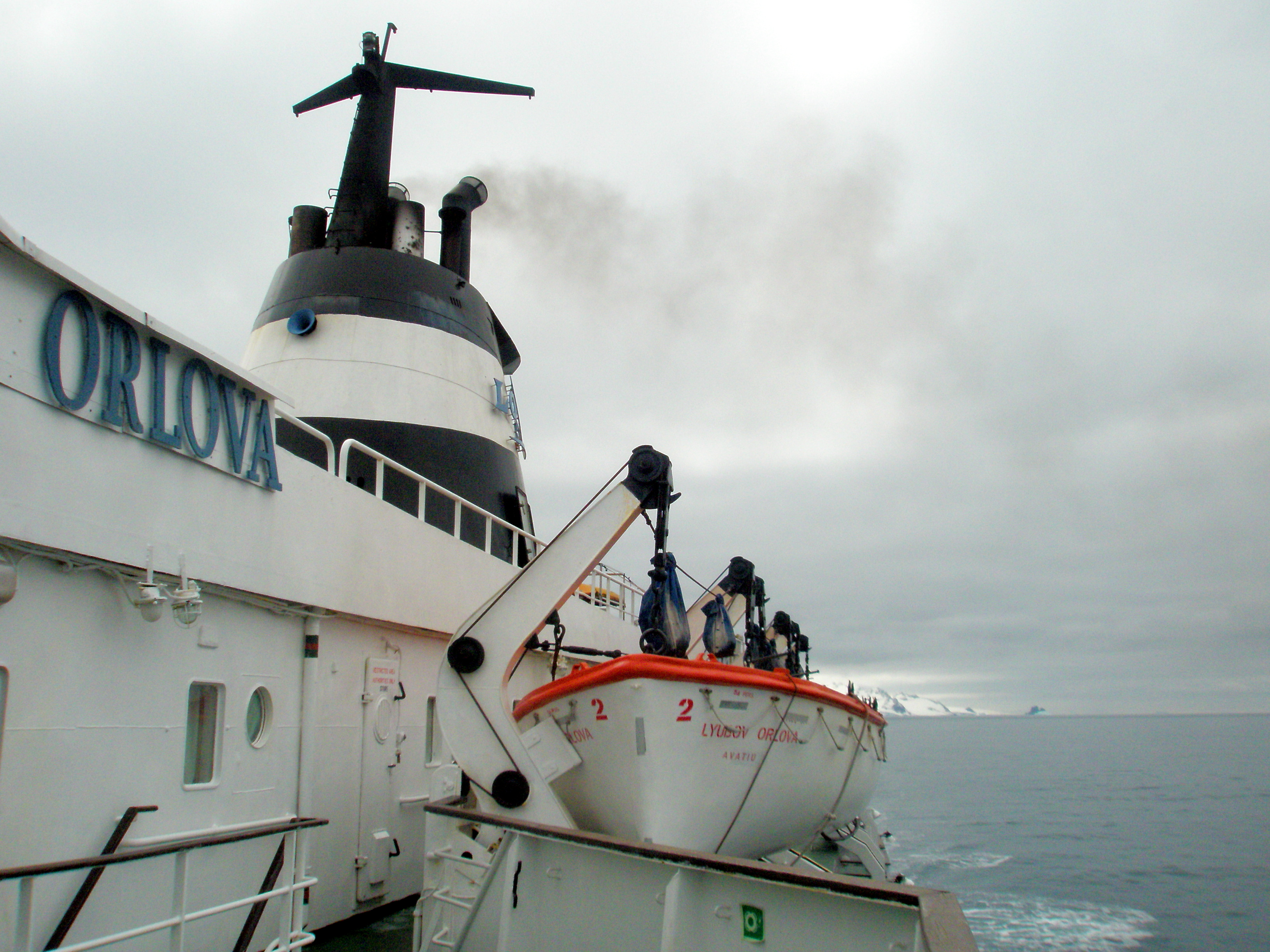